# Jelení vrch (Ralská pahorkatina, 460 m)
Jelení vrch (460 m n. m., německy Segenberg) je vrch v okrese Česká Lípa Libereckého kraje, v Chráněné krajinné oblasti Lužické hory. Leží asi 1 km vjv. od vsi Mařeničky na jeho katastrálním území.

## Popis vrchu
Jedná se o výrazný souměrný hřbítek směru SV–JZ v západní části úpatního podstavce Jezevčího vrchu (665 m n. m.). Vrch je podmíněn malým pronikem čedičovité horniny (v severní části vrchu) vypreparovaným z okolní plošiny ze svrchnokřídových křemenných pískovců a vápnitých jílovců (v jižní části se sprašovou pokrývkou). Úpatní podstavec je v jižní části ostře zakončen větvícím se širokým údolím od Jezevčího vrchu. Údolí, jenž je na severní straně lemované pískovcovými skalami a v závěrech se větví do krátkých skalnatých roklí, později ústí do ještě širšího údolí Svitavky. Vrch zcela pokrývá smíšený les. V severozápadním sousedství je PP Rašeliniště Mařeničky, v západním jsou Kunratické rybníky.

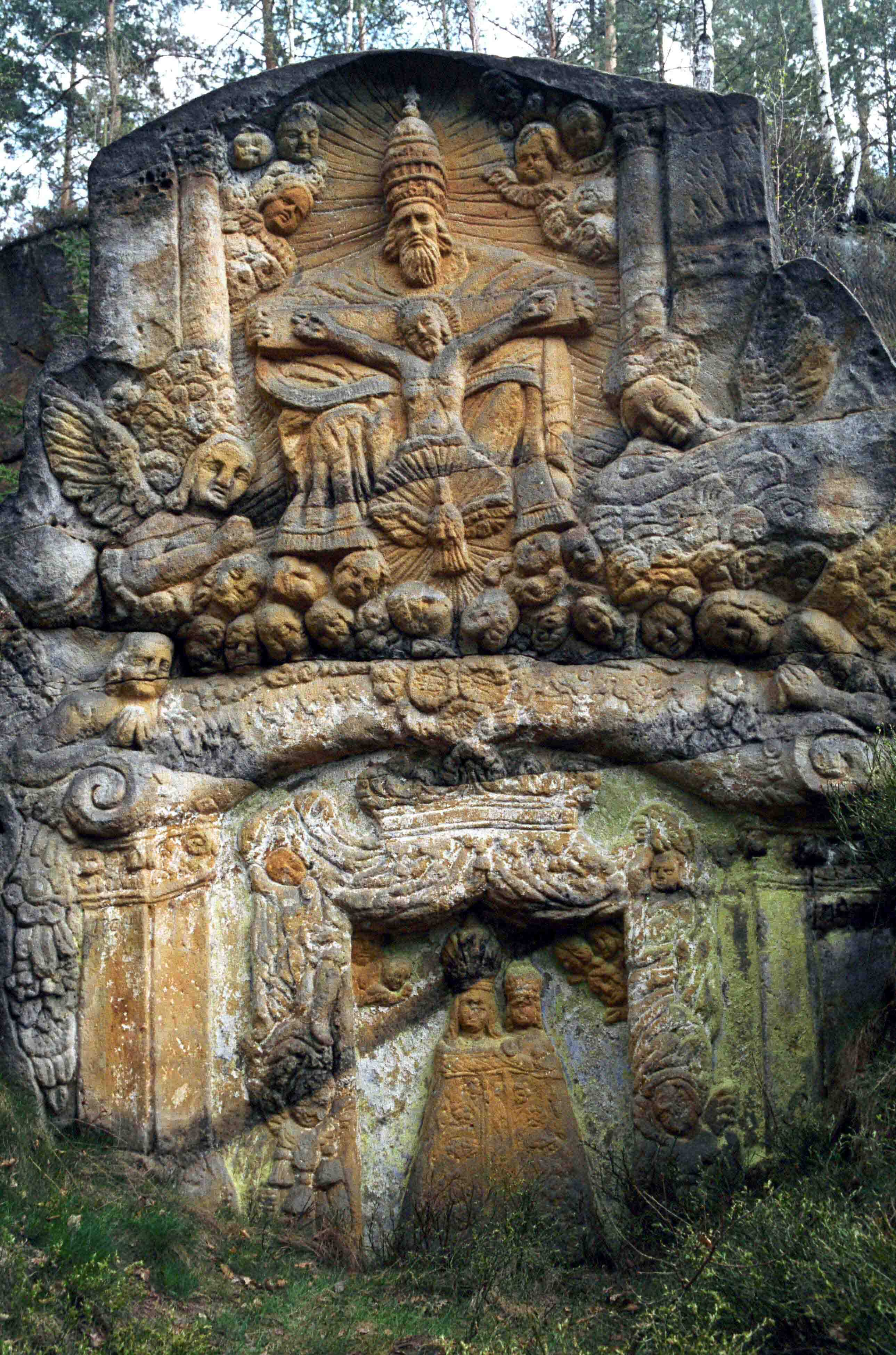
Skalní reliéf Nejsvětější Trojice u Třídomí, asi 300 metrů jihozápadně od úpatí Jeleního vrchu.

Z částečně odlesněného vrcholu je polokruhový výhled k západu na zvlněnou krajinu v okolí Mařenic a na okolní kopce (například Hvozd, Luž, Klíč, Zelený vrch a Ortel).
V údolí na jihozápadní straně Jeleního vrchu se nacházela osada Třídomí, z níž zůstaly jen dva domy.

## Geomorfologické zařazení
Vrch náleží do celku Ralská pahorkatina, podcelku Zákupská pahorkatina, okrsku Cvikovská pahorkatina, podokrsku Velenická pahorkatina a Drnovecké části.

## Přístup
Automobilem lze nejblíže přijet do Mařeniček. Odtud se dá k vrchu dojít po lesních cestách buď ze severu po žluté turistické stezce (směr Jezevčí vrch) nebo z jihu kolem Kunratických rybníků. Nejbližší autobusové zastávky jsou v okolních obcích Kunratice u Cvikova, Mařenice a v cvikovské místní části Trávník. Na vrchol Jeleního vrchu nevede žádná cesta.

## Skalní reliéfy
Pouhých 200–300 metrů od úpatí Jeleního vrchu na západ směrem k Hornímu Kunratickému rybníku se při staré cestě z Kunratic do Mařenic nacházejí dva barokní skalní reliéfy. Jedná se o reliéf Nejsvětější Trojice poblíž osady Třídomí, druhým je reliéf, který zobrazuje Útěk do Egypta. Tento obraz ze života svaté rodiny vytesal do pískovcové stěny kolem roku 1740 mařenický truhlář Franz Schier.

## Horolezectví
Jihozápadně a jižně od Jeleního vrchu se nacházejí necelé dvě desítky pískovcových skal a skalních věží, vhodných pro horolezecké aktivity. Většina těchto skal je rozložena kolem Kunratických rybníků, jediný Panenský kámen, který je rovněž řazen do sektoru Skály na Jelením vrchu, se nachází na opačné straně, asi na východ od Jeleního vrchu. Tato skála však leží již na území národní přírodní rezervace Jezevčí vrch a tudíž je zde nyní jakákoli horolezecká činnost zakázána.